# Kümpeln

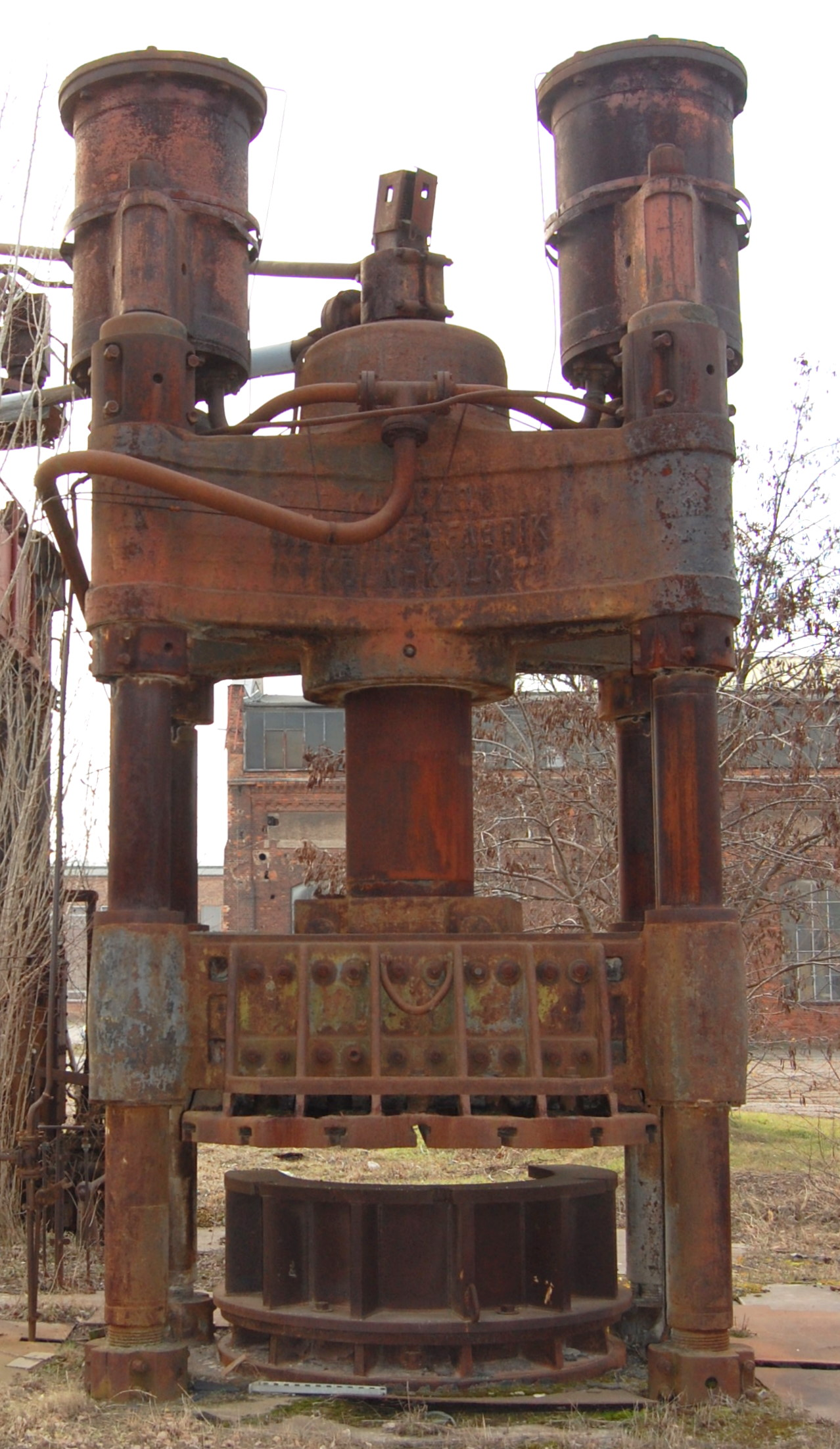
Historische Kümpelpresse in Magdeburg

Als Kümpeln wird das Verfahren zur Umformung von Metallteilen bezeichnet, bei dem gewölbte Formteile ohne Änderung der Materialdicke hergestellt werden. Das Verfahren kann sowohl bei Raumtemperatur (Kaltumformung) als auch als Warmumformung durchgeführt werden.
Angewendet werden Kümpelwerkzeuge wie Stempel, Matrize oder Kümpelpresse.